# Nyolcadik isonzói csata
A VIII. isonzói csata 1916. október 9-én kezdődött és október 12-éig tartott. A sikertelen hetedik isonzói csata után az olasz hadvezetés még a tél beállta előtt szeretett volna döntő győzelmet aratni a Monarchia és Németország térségben harcoló csapatai fölött, ezért igyekezett az ősz folyamán több felőrlő harcban kierőszakolni az áttörést.

## A csata
Luigi Cadorna, az olasz csapatok főparancsnoka Görzben vonta össze erőit, hogy a VII. isonzói csatához hasonlóan stratégiai cél nélküli támadást kezdjen a Monarchia frontvonalai ellen. A cél egy felőrlő harc volt, melynek eredményeképpen az olasz hadvezetés azt várta, hogy a Monarchia csapatai olyannyira meggyöngülnek, hogy egy újabb hatodik isonzói csata szerinti győzelmet tudnak kiharcolni. A Görzből indított támadás, csakúgy mint a hetedik isonzói csata során néhány napon belül kifulladt. Az olasz csapatok területnyereség nélkül visszavonultak Görzbe.

## Eredmények
Csakúgy mint a hetedik isonzói csatában, itt sem sikerült jelentős győzelmeket aratniuk az olaszoknak, a hadvezetés azonban még mindig úgy gondolta, hogy erőltetniük kell a támadásokat, mivel nem akartak még egy telet kivárni a frontvonalon, az amúgy is egyre fáradtabb katonákkal. Az Osztrák–Magyar Monarchia térségbeli hadserege létszámhiány miatt támadásra nem is gondolhatott, így igyekeztek minél hatásosabb védelmi rendszert kiépíteni az állandó olasz támadások ellen.

## Kapcsolódó szócikk
- Isonzói csaták